# 亞歷杭德羅·柯克
亞歷杭德羅·柯克（英語：Alejandro Kirk，1998年11月6日—），為美國職棒大聯盟的捕手，目前效力於多倫多藍鳥。

## 早年
柯克從三歲就開始接觸棒球，小時候的偶像是亞伯特·普荷斯。他的父親是一名少棒教練，而他有一個哥哥和一個弟弟。

## 職業生涯
2016年9月24日，藍鳥隊看上了柯克的天賦，並決定和他簽約。2017年，他在新人聯盟出賽一場比賽。2018年，他在新人高階聯盟繳出3成54的打擊率，並敲出10轟與57分打點。2019年，柯克升上1A，並在季中升上高階1A。這年他的打擊率為2成90，並敲出7轟與44分打點，2020年，他受邀參加大聯盟春訓。
2020年，原本要在2A出賽的柯克，因為COVID-19疫情肆虐，導致整季無球可打。2020年9月1日，球隊提前將他拉上大聯盟開箱，同時放入球隊的訓練員陣容名單。9月12日，柯克完成大聯盟初登場，並成功擊出大聯盟首安。9月21日，柯克單場敲出4支安打，包含他的大聯盟首轟。這年他的打擊率為3成75，並敲出1轟與3分打點。
2021年5月8日，柯克的左臀屈肌受傷而進入60天傷兵名單。整季他的打擊率為2成42，並敲出8轟與24分打點。

## 外部連結
- 球員資訊和成績在MLB ，ESPN ，Baseball Reference ，Baseball Reference (Minors) ，Fangraphs，The Baseball Cube （英文）